# HerrH

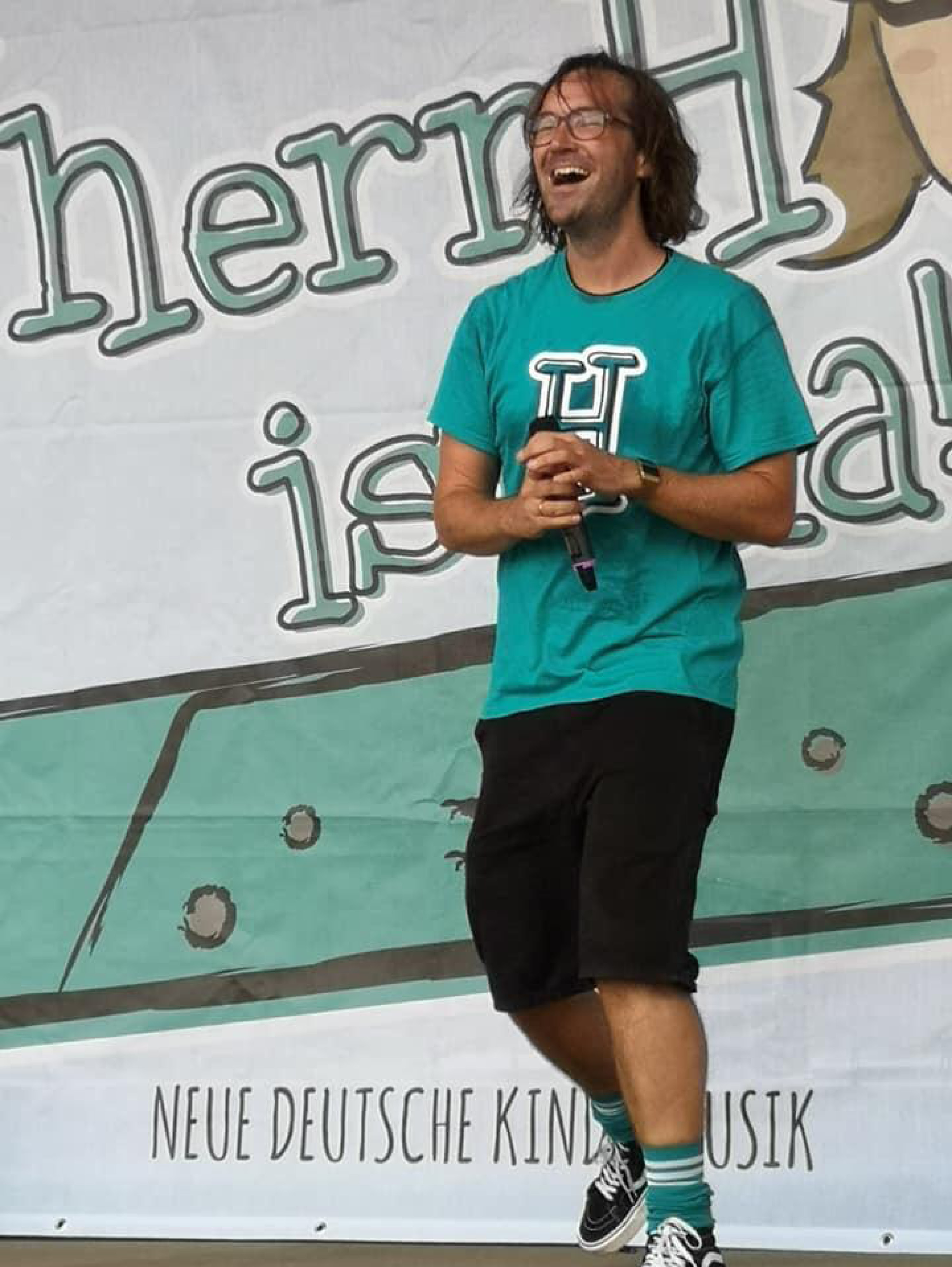
herrH live in Rietberg (2019)

Herr H (* 4. Mai 1984 in Lippstadt) ist das Pseudonym des deutschen Kinderliedermachers und Musikers Simon Horn.

## Leben
Simon Horn wuchs als Sohn des Liedermachers Reinhard Horn in Lippstadt auf. Seine Mutter Ute Horn leitet den Kontakte Musikverlag, einen Verlag für Musikpädagogik. Musik war auch in Kindheit und Jugend Bestandteil seines Lebens. Bereits mit drei Jahren stand er das erste Mal im Studio seines Vaters. Als Jugendlicher und junger Erwachsener spielte er in diversen Indie-Rock-Bands. Später studierte er Lehramt für Grundschulen und ist heute Musik- und Grundschulpädagoge. 
2011 legte er sich das Pseudonym herrH zu. Die Texte entstehen mit einem Bekannten aus Berlin, der das Pseudonym herrW trägt und auch als Produzent seiner Alben auftritt. Einen Musikvertrag unterschrieb er beim Sony-Music-Unterlabel Europa. Bereits die erste Single Ich bin ein Pinguin wurde zu einem großen Erfolg. Für die Single wurde er mit dem 3. Platz in der Kategorie „Bestes Kinderliederalbum“ beim Deutschen Rock- und Pop-Musikpreis ausgezeichnet.
Im Frühjahr 2012 veröffentlichte herrH gemeinsam mit Rita Mölders das Buch Praktisch! Musik 3: Gute Stimme – gute Stimmung im Verlag seiner Eltern, das von einer gleichnamigen Veranstaltungsreihe begleitet wurde. Kurz darauf wurde er dafür mit dem Comenius-EduMedia-Award ausgezeichnet.
2013 erschien sein Debütalbum herrH ist da! – Das Album unter dem Namen herrH, 2014 folgte Endlich Winter! – Das Winteralbum. Seit 2015 ist herrH regelmäßiger Gast der Fernsehsendung Tanzalarm und Singalarm auf KiKA. Am 15. Mai 2015 folgte das dritte Album Mach mal lauter, das mit dem zweiten Platz in der Kategorie "Bestes Kinderliederalbum" beim Deutschen Rock- und Pop-Musikpreis ausgezeichnet wurde. Für das Lied Elefantenfunk entstand in der Tanzschule Astrid Löschen in Emden eine Choreografie, die beim Wettbewerb Kindertanz des Jahres 2015 den ersten Platz belegte. Die Choreografie fand so ihren Weg in das Lehrbuch des ADTV. Beim Wettbewerb präsentierten die Kinder den Tanz zusammen mit herrH.
2017 erschien sein viertes Studioalbum Poesiealbum. Auch dieses wurde 2018 mit dem 2. Platz in der Kategorie „Bestes Kinderliederalbum“ beim Deutschen Rock- und Pop-Musikpreis ausgezeichnet. 2018 veröffentlichte er auf dem Familienlabel Kontakte Musikverlag die Kompilation Mixtape. 2019 wechselte Horn von Sony Music zu Universal Music Deutschland / Karussell. Im selben Jahr erschien dort sein fünftes Album Wenn ich groß bin
Seit August 2019 ist herrH Gast des Tanzalarm Club des Fernsehsenders KiKA.

## Musikstil
In Anlehnung an die Neue Deutsche Welle bezeichnet herrH seine Musik selbst als „Neue Deutsche Kindermusik“. Dabei bedient er sich verschiedener musikalischer Stile von Rock und Pop bis Hip-Hop und Dance. Die Texte sind humoristisch und spaßig, gelegentlich aber auch ernst und nachdenklich.

## Werke
- herrH ist da! – Das Liederheft. Kontakte Musikverlag: 16. Februar 2015. ISBN 978-3896172907.

## Diskografie
Alben
- 2013: herrH ist da! – Das Album (Europa/Sony Music, auch als Karaoke-Version)
- 2014: Endlich Winter! – Das Winteralbum (Europa/Sony Music)
- 2015: Mach mal lauter (Europa/Sony Music)
- 2017: Poesiealbum (Europa/Sony Music)
- 2019: Wenn ich groß bin (Karussell (Label), Universal Music Group)

Kompilationen
- 2013: herrH's Winter-Kindermusik-Box (Europa/Sony Music)
- 2018: MIXTAPE – Die Songs zum Konzert (KONTAKTE Musikverlag)

Singles
- 2011: Ich bin ein Pinguin
- 2013: Emma, die Ente
- 2014: Ich bin ein Pinguin (Club Mix)
- 2014: Unsre 11 (WM Song)
- 2014: Kekse
- 2014: Harry, der Schneemann
- 2015: Elefantenfunk
- 2016: Das ist meine Wanne (feat. MC Fistelstimme)
- 2017: Raffi, die Giraffe
- 2017: Weil du immer da bist (Diggi Remix)
- 2017: Ein Hut, ein Stock, ein Regenschirm (mit 3Berlin und André Gatzke)
- 2017: Dinosaurier
- 2019: High 5 (Universal Music)
- 2019: Tierisch (Universal Music)
- 2019: Ohrwurm (Universal Music)